# لاکیرشن
لاکیرشن (به آلمانی: Laakirchen) یک شهر در اتریش است که در اوبراسترایش واقع شده‌است. لاکیرشن ۳۲٫۵ کیلومتر مربع مساحت دارد ۴۴۱ متر بالاتر از سطح دریا واقع شده‌است.
شهرهای اوبرتس‌هاوزن و جمونا دل فریولی خواهرخوانده‌های لاکیرشن هستند.